# Kościół Najświętszego Serca Pana Jezusa w Piekarach Śląskich
Kościół Najświętszego Serca Pana Jezusa w Brzezinach Śląskich – rzymskokatolicki kościół parafialny w Piekarach Śląskich, w dzielnicy Brzeziny Śląskie, wpisany do rejestru zabytków nieruchomych województwa śląskiego. 

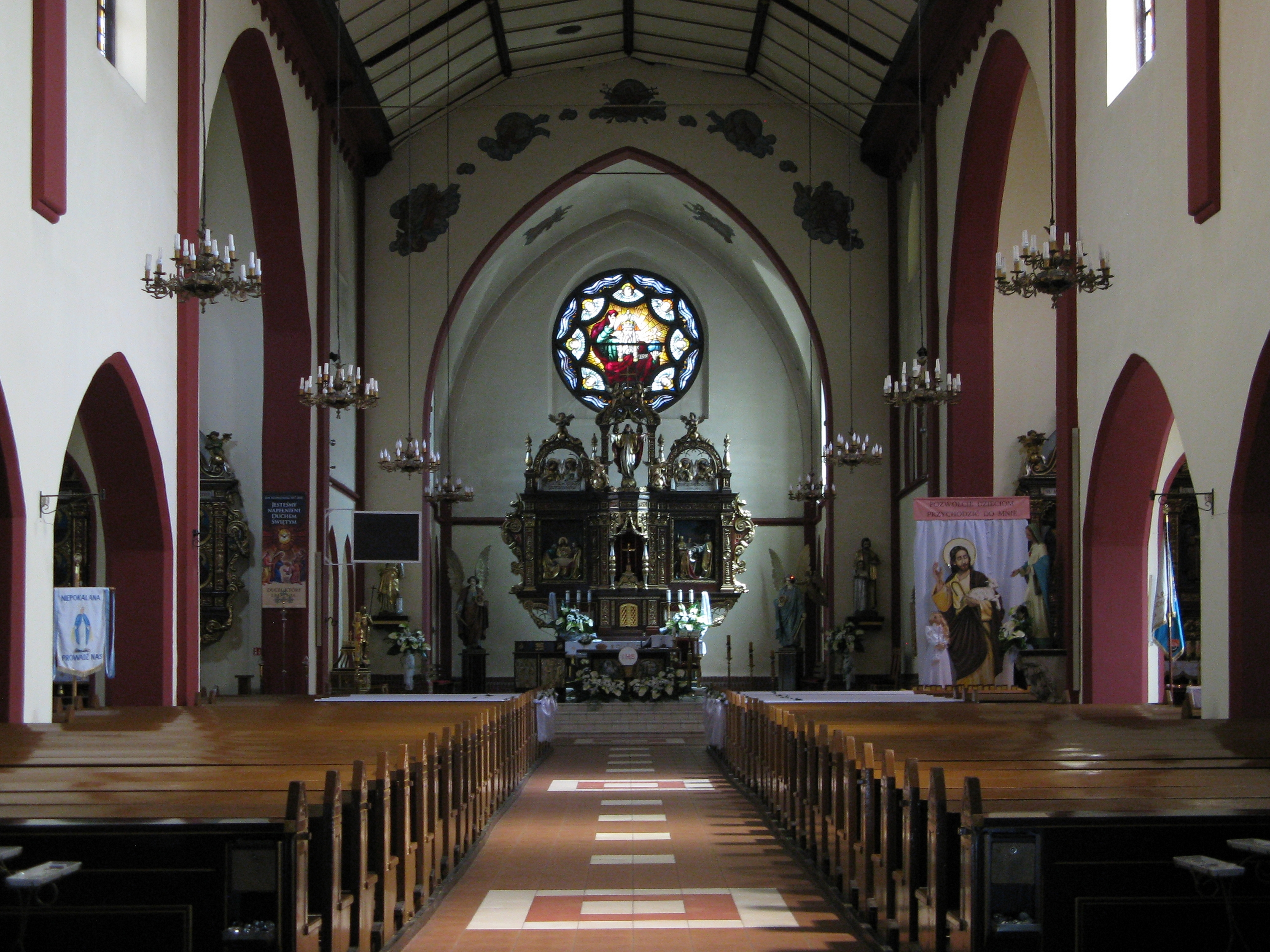
Wnętrze (2018)

Świątynia została wybudowana w latach 1913–1915 według projektu architekta Ludwiga Schneidera, konsekrowana w 1915 roku. Budowla zawiera elementy historyzmu: neoromańskie i neogotyckie. Jest to świątynia jednonawowa z wieżą.